# Miss Mundo 1955
Miss Mundo 1955 foi a 5ª edição do concurso de beleza feminino de Miss Mundo. O certame idealizado e produzido pelo gerente de vendas publicitárias da Mecca Leisure Group, Eric Douglas Morley, foi realizado no dia 20 de outubro de 1955. Tendo como palco o Lyceum Theatre, o concurso reuniu vinte e uma (21) candidatas de diferentes países. A vencedora do certame foi a representante da Venezuela, Carmen Susana Dujim Zubillaga, recebeu uma faixa e uma coroa, pela primeira vez na história da disputa.

## O concurso

### Morley no Miss Universo
Depois de escolher a primeira Miss Inglaterra para o Miss Universo e, interessado em obter novas idéias e relacionamentos com outros diretores de outros países, Morley pegou um avião para Long Beach, Califórnia, onde foi realizada a competição internacional americana, acompanhando a nova rainha da beleza, a britânica Margaret Rowe. Ele queria ver com seus próprios olhos como os americanos organizavam seu concurso universal e como ele poderia copiar ou melhorar suas idéias para o benefício de seu concurso de Miss Mundo.
A primeira coisa que ele notou foi uma semelhança e, apesar de ser um "diretor nacional", ele não teve permissão para ficar no mesmo hotel que sua candidata, o que ele entendeu perfeitamente. Mas ele percebeu que a segurança em torno das meninas era um tanto exagerada, tanto que elas se sentiam em uma prisão. Até chamadas telefônicas foram interceptadas e tiveram que ser aprovadas pelos executivos da Miss Universo antes de serem atendidas por elas. De fato, Morley teve dificuldade em se aproximar, ver ou conversar com sua própria candidata. E quando ele conseguiu, teve que ser com a presença de uma acompanhante da organização. As competidoras participavam de um bom número de eventos sociais, onde os juízes eram convidados para avaliá-las em seu comportamento social. A pressão era tão grande que uma noite, Miss Inglaterra queria desistir e voltar para Londres. Morley aconselhou-a, conseguindo acalmá-la, e disse-lhe que o excesso de segurança se devia ao fato de que as jovens tinham que ser protegidas, principalmente dos homens que procuravam tirar proveito delas.
Em seu livro autobiográfico publicado em 1967, Morley conta que uma noite, em seu hotel em Long Beach e onde estavam algumas concorrentes, ele havia deixado uma janela do quarto do segundo andar aberta enquanto dormia e que, no início da manhã, um homem entrou pela janela acreditando que o quarto pertencia a uma das garotas do Miss Universo. A polícia, que vigiava o saguão e o quinto andar do hotel, onde estavam as candidatas, não percebeu o incidente até o organizador inglês dar o alarme, embora o invasor tenha conseguido escapar sem deixar rastro.
Morley aprendeu muito com sua viagem ao concurso Miss Universo e, vendo como a vencedora universal foi coroada pela rainha cessante, decidiu que este ano a vencedora do seu concurso também receberia uma coroa que seria entregue por sua antecessora. Outra coisa que ele viu e levou em conta em seu próprio concurso foi a publicação do Program Book, uma revista com fotos de todas as participantes e a história do concurso daquele ano. Entre outras novidades, também decidiu que parte dos lucros do concurso seria destinada a instituições de caridade e, portanto, a ideia seria muito mais impressionante para atrair outros países que desejassem participar do evento.
Durante sua estada na cidade americana, Morley convidou as candidatas da Venezuela, Honduras, Cuba, Argentina e Alasca para irem a Londres para participar do Miss Mundo e alcançou os contatos correspondentes para convidar formalmente seus diretores. O prêmio em dinheiro, além de um carro conversível, certamente atrairia a participação de novos países, principalmente da América Latina. Lá também conheceu o diretor Bob Russell, que era um prestigiado produtor de eventos e que, na ocasião, trabalhava no concurso Miss Universo. Sem economizar custos e com vontade de melhorar seu concurso mundial, Morley ofereceu-lhe para produzir seu evento naquele mesmo ano. Felizmente, Russell não cobrava taxas, apenas suas despesas.

### Miss Daily Sketch
O concurso de Miss Mundo de 1955 reuniria um número recorde de 23 países participantes, sete a mais que no ano anterior. Seis países estreariam: Austrália, Áustria, Cuba, Honduras, Islândia e Venezuela. A chegada das candidatas estava marcada para os dias 12 e 14 de outubro e a final, realizada na segunda-feira, seria agora quinta-feira, 20 do mesmo mês. A venezuelana Susana Duijm viajou no domingo, 9 de outubro, para a capital britânica pela Air France, um vôo que tinha escalas nas ilhas dos Açores, em Lisboa e em Paris, e finalmente chegou a Londres na segunda-feira, 10 de outubro.
Ao chegar ao aeroporto de Londres, às 17h30 daquela segunda-feira, Susana, como preferia ser chamada, se viu completamente sozinha. Ninguém a esperava, portanto ela chorou inconsolavelmente até que um repórter do "Daily Sketch" a viu. Em seu pouco inglês, ela explicou o que estava acontecendo e o homem gentilmente a "adotou". Levando-a ao jornal, ele tirou fotos dela em um maiô e no dia seguinte a foto dela apareceu na capa, com os dizeres: "Beleza perdida da América Latina na névoa de Londres". No mesmo dia, eles a levaram para um hotel discreto no centro da cidade e a levaram para passear. O diretor do jornal entrou em contato com Eric Morley e ele não entendeu a situação. O quê a Miss Venezuela faz em Londres se eles não confirmaram sua presença? À meia-noite, depois da caminhada, Susana voltou ao hotel, onde conheceu Eric Morley, que a esperava furiosamente. "O que você está fazendo aqui?" Morley perguntou. Susana, em seu pouco inglês, explicou que havia enviado um telegrama confirmando sua chegada a Londres, mas o abençoado telegrama nunca chegou ao organizador britânico. Susana deu dinheiro a um homem que estava sempre na Plaza Bolívar (Caracas), para enviar um aviso via cabo da data de chegada dela, mas parece que ele pegou o dinheiro e nunca o fez.
Morley disse a ela que o concurso começaria oficialmente só em 14 de outubro, que ela havia chego quatro dias antes e por isso ele não poderia acompanhá-la. No dia seguinte, a Miss criou um drama diante do diretor do jornal "Daily Sketch" e ele prometeu ajudá-la nas despesas. Eles davam 13 libras por dia para as refeições e mandava uma jornalista comparecer e levá-la para conhecer a cidade. Em troca, Susana concordou em ser fotografada e seria retratada todos os dias na capa do jornal. Uma das mais lembradas foi a fotografia em que ela estava cercada por fuzileiros soviéticos em uma taberna em Portsmouth.
Morley ficou muito chateado ao ver por dois dias consecutivos a venezuelana na primeira página do jornal e ligou para explicar que ela não podia continuar aparecendo naquele jornal, porque eles eram a competição direta de seu principal patrocinador, o "Sunday Dispatch" e que ela corria o risco de ser desclassificada. Mas Susana, com seu caráter irreverente, respondeu: "Vim sozinha para Londres, estou pagando meu hotel, minhas despesas. Quando eu começar o concurso, deixarei de estar naquele jornal. Enquanto isso, faço da minha vida o que quero". Foi o fim da conversa. E Susana continuou a aparecer no Daily Sketch nos dias seguintes e já estava sendo reconhecida pelo público de Londres. Na sexta-feira, dia 14, ela se mudou para o hotel Howard, a hospedagem oficial do concurso.

### Noite final
A vencedora do título e da coroa de Miss Mundo 1955, foi a venezuelana Carmen Susana Dujim Zubillaga, mais conhecida como "Susana Duijm", sendo a primeira latino-americana a conquistar esse prestigioso título. A garota de 19 anos de Caracas, com longos cabelos negros, olhos castanhos, medidas de 34-21-34 e altura de 1,80 metro, foi uma das concorrentes mais altas nesta edição do concurso. Ela recebeu a coroa da atriz britânica Eunice Gayson e também recebeu uma capa real, um cheque de 500 libras esterlinas (cerca de 1.400 dólares naquela época), uma taça de rosa de prata cortesia do "Sunday Dispatch", um enorme buquê de flores. Carro conversível vermelho avaliado em milhares de libras, além de uma viagem de duas semanas para duas pessoas a Paris, França, com todas as despesas pagas, oferecidas pelo Comitê de Elegância Francês.
No momento em que foi anunciada como vencedora, ela foi atacada por uma onde risos nervosos, já que sua vitória era inesperado para ela. Ela disse à imprensa que seu sonho era se tornar uma modelo famosa e que, enquanto os juízes deliberavam, esses haviam sido os piores 10 minutos de sua vida. Ao ser entrevistada após seu triunfo, Susana, como sempre inocentemente sincera, disse à mídia que apreciava profundamente todo o apoio que o jornal Daily Sketch havia lhe dado, ignorando o jornal Sunday Dispatch, que era o principal patrocinador do evento e o principal rival do jornal mencionado. No dia seguinte, é claro, o Daily Sketch intitulou "Our Girl Won" na primeira página.

### Campeã
Carmen Susana nasceu em El Paraíso, Caracas, em 11 de agosto de 1936. Sua mãe, Carmen Zubillaga, era natural de Aragua de Barcelona e seu pai, Abraham Duijm, era um imigrante judeu do Suriname. Ela morava em Bello Monte Hills, em Caracas. Ela foi coroada Miss Venezuela em 9 de julho de 1955, depois de ter sido convencida a participar do concurso quando descoberta em um ponto de ônibus em Chacaíto. Ela representou a Venezuela no concurso Miss Universo, conseguindo se colocar como semifinalista, sendo a primeira classificação de uma venezuelana nesse concurso. Ela conquistou a coroa da Miss Mundo em 20 de outubro de 1955 em Londres, tornando-se a primeira latino-americana a obter o título. Foi a primeira venezuelana que apareceu na capa da revista francesa "Paris Match" em 5 de novembro de 1955, que incluiu um extenso relatório sobre ela durante seu tempo em Paris, depois de ganhar o título daquele ano. Ela serviu de modelo para o famoso designer Oleg Cassini e foi penteada por Alexander, o estilista mais renomado da época.
Finalmente, ela voltou para Caracas no dia 1º Novembro de 1955. Mais tarde, foi recebida em Valência, San Cristóbal e Maracaibo, entre outras cidades. "Nunca esquecerei como eles me receberam em Maracaibo depois que eu ganhei a Miss Mundo. Foi espetacular! Passei pelas ruas em uma caravana e eles até me levaram à prisão de Sabaneta porque os presos também queriam me encontrar. Eles me fizeram músicas, tudo, então eu chorei como um louco", lembrou Susana. Havia um boato de que o general Marcos Pérez Jiménez havia lhe dado uma casa em Las Palmas, Caracas, depois de seu triunfo como Miss Mundo, mas Susana negou.
Ela trabalhou como modelo em Nova York e Paris e, posteriormente, fez uma carreira de atriz no México. Ela também trabalhou como atriz de cinema e teatro na Espanha e na Itália. Depois, foi atriz de novela e apresentadora de televisão na Venezuela. Sentimentalmente, ela se relacionou com o ator americano George Hamilton, mas se casou com o publicitário argentino Martín Cerruti, de quem se divorciou depois de sete anos e três filhos: Carolina del Valle, Marianela e José Martín. Sua filha mais velha, Carolina, competiu no concurso Miss Venezuela 1983, representando o estado de Apure, e representando seu país no concurso Miss Mundo naquele mesmo ano. Susana participou como convidada especial na celebração dos 25 anos da Miss Mundo em Londres, em 1975. Em 15 de setembro de 2005, a organização Miss Venezuela prestou homenagem ao seu cinquentenário aniversário como Miss Mundo.
Ela viveu até seus últimos dias com sua irmã Giocconda em uma casa perto de La Assunção, chamada "1955". Na vizinha Porlamar, ela manteve um programa de rádio por 20 anos na estação FM 98.1, intitulada “Tom a tom com Susana”. Ela perdeu a tigela de prata que ganhou como Miss Mundo em um ataque que ocorreu em sua casa pouco antes de morrer. Em junho de 2016, aos 79 anos, ela sofreu um derrame, uma doença que a surpreendeu enquanto dormia e a deixou em estado crítico. Ela morreu em 18 de junho de 2016 na Clínica La Fe de Porlamar, na Ilha Margarita. 

## Resultados
| Posição    | País e Candidata                                              |
| Vencedora  | - Venezuela - Carmen Susana Dujim                             |
| 2º. Lugar  | - Estados Unidos - Margaret Haywood                           |
| 3º. Lugar  | - Grécia - Tzoulia Koumoundourou                              |
| 4º. Lugar  | - Cuba - Gilda Marín                                          |
| 5º. Lugar  | - Suécia - Anita Åstrand                                      |
| 6º. Lugar  | - França - Gisele Thierry                                     |
| Finalistas | - Austrália - Beverly Prowse - Áustria - Felicitas Von Goebel |

## Jurados
Ajudaram a definir a campeã: 
1. Steve Cochran, ator;
2. Jack Hylton, pianista;
3. Sir Hardy Amies, designer;
4. Charles Eade, editor do jornal "Sunday Dispatch";
5. Gerald Kelly, presidente da Academia Real Inglesa;
6. Claude Berr, membro do comitê "Miss Europa";
7. Mrs. Smith Crighton, socialite;
8. Hermione Gingold, atriz;
9. Gloria Swanson, atriz;

## Candidatas
Disputaram o título este ano: 
| - Alemanha - Beate Kruger - Austrália - Beverly Prowse - Áustria - Felicitas Von Goebel - Bélgica - Rosette Ghislain - Ceilão - Viola Sita Gunarate - Cuba - Gilda Marín - Dinamarca - Karin Palm-Rasmussen | - Estados Unidos - Margaret Haywood - Finlândia - Mirva Orvakki Arvinen - França - Gisele Thierry - Grã-Bretanha - Jennifer Chimes - Grécia - Tzoulia Koumoundourou - Holanda - Angelina Kalkhoven - Honduras - Pastora Pagán Valenzuela | - Irlanda - Evelyn Foley - Islândia - Arna Hjorleifsdóttir - Israel - Miriam Kotler - Itália - Franca Incorvaia - Monte Carlo - Josette Travers - Suécia - Anita Åstrand - Venezuela - Carmen Susana Dujim |

## Histórico

### Desistências
- Alasca - Lorna Mae McLeod

- Argentina - Hilda Isabel Gorrindo

- Egito - Iolanda Cristina Gigliotti

- Havaí - Barbara Mamo Vieira

- Noruega - Solveig Borstad

- Suíça - Claude Ivry

- Turquia - Suna Soley